# Dogen Handa
Dogen Handa (半田 道玄, Handa Dōgen), né Hayami Handa (半田 早巳, Handa Hayami) le 1er janvier 1914 et mort le 31 décembre 1974), est un joueur de go professionnel japonais.

## Biographie
Dogen Handa naît à Tsubuta (津部田), dans le village de Mukaishimanishi (en) (向島西村), sur l'île de Mukai (en).
Handa a été un disciple de Tamejiro Suzuki. Il est d'abord devenu pro de la Nihon Ki-in, avant de rejoindre la Kansai Ki-in lors de sa création. Il est devenu 9e dan en 1959.

## Titres
| Titre                          | Années           |
| ------------------------------ | ---------------- |
| Judan                          | 1963             |
| Oza                            | 1960, 1965       |
| Championnat de la Kansai Ki-in | 1958, 1960, 1961 |